# 日本フォレスト
日本フォレスト株式会社（英: NIHON FOREST CO.,LTD.）は、九州全域に拠点を置く総合的な木質チップ取扱企業であり、木質バイオマス発電所の開発・運営、木質系の廃棄物処理、パーティクルボードの原料用チップ、木質バイオマス発電の燃料用チップの製造及び販売、破砕機等の環境リサイクル機械の販売及びメンテナンス、苗木生産、山林管理などを行っている。

## 沿革
- 2004年4月 - 森山政美が大分県日田市大字大肥に株式会社九州ウッドマテリアル設立。
- 2006年6月 - 本社を日田市大字東有田2813番地22（ウッドコンビナート）に移転。
- 2006年6月 - 大分県の産業廃棄物処分業の許可を取得。
- 2006年7月 - 日田市の一般廃棄物再生利用業者に指定される。
- 2008年4月 - 森山和浩が代表取締役に就任
- 2010年3月 - 株式会社モリショウが株式会社九州ウッドマテリアルの全株式を取得し、子会社とする。
- 2011年6月 - 大分県の産業廃棄物処分業許可（中間処理（破砕））を取得。
- 2012年6月 - 日本フォレスト株式会社に社名変更。
- 2013年1月 - 熊本県宇城市豊野町安見4501-28に熊本工場を設置し操業開始。
- 2013年4月 - 熊本県の産業廃棄物処分業許可（中間処理（破砕））を取得。
- 2013年8月 - とび・土工工事業及び機械器具設置工事業の許可を取得。
- 2013年11月 - 日田市天瀬町五馬市245-4に天瀬工場を設置し操業開始。
- 2016年7月 - 日田市より農村漁村再生エネルギー法の設備整備計画の認定を受ける（モリショウグループとして）。
- 2016年10月 - 日田市、日田木質資源有効利用協議会及び日田郡森林組合と「企業参画の森林づくり」に関する協定を締結
- 2017年6月 - 森山和浩が一般社団法人日本木質バイオマスエネルギー協会の理事に就任[1]
- 2017年12月 - 地域未来投資促進法に基づく「地域未来牽引企業」に選定される[2]
- 2018年8月 - 「山林未利用材を活用した木質バイオマス発電による地産地消の電力供給事業」が大分県知事より地域経済牽引事業計画の承認を受ける（モリショウグループとして）。
- 2018年12月 - 「おおいた低炭素杯」で「大分県地球温暖化防止推進センター長賞」を受賞（モリショウグループとして）。
- 2019年11月 - 日田市天瀬町桜竹字神田1189番地12に林業種苗生産センター開設
- 2020年10月 - 林業種苗法に基づく生産者登録を行い、大分県樹苗生産農業協同組合に加入
- 2020年11月 - 経済産業大臣より「はばたく中小企業・小規模事業者300社」に選定される[3]
- 2020年12月 - 「おおいた脱炭素杯2020」で大分県知事賞を受賞（モリショウグループとして）[4]。
- 2020年12月 - 大分県中津市三光下秣字奥ノ谷538-1に中津工場竣工、操業開始
- 2021年2月 - 「脱炭素チャレンジカップ2021」で環境大臣賞グランプリを受賞（モリショウグループとして）[5]。
- 2021年2月 - 株式会社グリーン発電大分、日本フォレスト株式会社、日田市及び五馬市西自治会との間で「災害時における協定」を締結
- 2021年5月 - 日田市大字三和3220-１に、日本フォレスト株式会社林業種苗生産センター財津育苗場を設置
- 2022年2月 - 資源エネルギー庁が選定する「地域共生型再生可能エネルギー顕彰」の初年度6事業者に選定される（モリショウグループとして）[6]。
- 2024年12月 - 日本フォレスト株式会社が、株式会社グリーン発電大分、南関バンブーフロンティア株式会社及び南関バンブーエナジー株式会社の有する権利義務の全部を承継し、吸収合併

## 事業所
- 本社（大分県日田市）
  - 本社工場（大分県日田市）
  - 本社第2工場（大分県日田市）
- 宇城工場（熊本県宇城市）
- 南関工場（熊本県玉名郡）
- 天瀬工場（大分県日田市）
- 中津工場（大分県中津市）
- 天瀬発電所（大分県日田市）
- 南関発電所（熊本県玉名郡）
- 林業種苗生産センター（大分県日田市）
- 東京営業所（東京都板橋区）
- 大阪営業所（大阪府大阪市）

## 主な関連会社
- 株式会社モリショウ
  - 持株会社
- 日田グリーン電力株式会社
  - 小売電気事業者